# Vietravel Airlines
Vietravel Airlines es una aerolínea vietnamita. Vietravel Airways fue fundada en febrero de 2019. El propietario de las aerolíneas es Vietravel Holdings, un conglomerado inmobiliario vietnamita. Su sede está en Hue.
La aerolínea comenzó a volar el 7 de enero de 2021 con un avión arrendado. . La aerolínea conecta ciudades internacionales con ciudades turísticas en Vietnam.

## Destinos
Vietravel Airlines opera vuelos a los siguientes destinos (diciembre de 2023):
| Países        | Destinos           | Aeropuertos                              |
| ------------- | ------------------ | ---------------------------------------- |
| China         | Sanya              | Aeropuerto Internacional Sanya Phoenix   |
| Corea del Sur | Daegu              | Aeropuerto Internacional de Daegu        |
| Macao         | Macao              | Aeropuerto Internacional de Macao        |
| Tailandia     | Bangkok            | Aeropuerto Internacional Suvarnabhumi    |
| Vietnam       | Ciudad Ho Chi Minh | Aeropuerto Internacional de Tan Son Nhat |
| Vietnam       | Đà Nẵng            | Aeropuerto Internacional de Đà Nẵng      |
| Vietnam       | Hanói              | Aeropuerto Internacional de Nội Bài      |
| Vietnam       | Nha Trang          | Aeropuerto de Cam Ranh                   |
| Vietnam       | Phú Quốc           | Aeropuerto Internacional de Phú Quốc     |
| Vietnam       | Quy Nhơn           | Aeropuerto de Phu Cat                    |
| Vietnam       | Tuy Hòa            | Aeropuerto de Tuy Hòa                    |

## Flota
En la actualidad, la aerolínea cuenta con la siguiente flota:
| Aeronaves       | En servicio | Pedidos | Pasajeros (clase única)                              | Matrículas                                           | Antigüedad                                           |
| --------------- | ----------- | ------- | ---------------------------------------------------- | ---------------------------------------------------- | ---------------------------------------------------- |
| Airbus A321-200 | 3           | —       | 220                                                  | VN-A289                                              | 9,5 años                                             |
| Airbus A321-200 | 3           | —       | 220                                                  | VN-A278                                              | 9,1 años                                             |
| Airbus A321-200 | 3           | —       | 220                                                  | VN-A288                                              | 7,9 años                                             |
| Airbus A321neo  | —           | 1       | TBA                                                  |                                                      |                                                      |
| Total           | 3           | 1       | Edad media de la flota (diciembre de 2023): 8,8 años | Edad media de la flota (diciembre de 2023): 8,8 años | Edad media de la flota (diciembre de 2023): 8,8 años |